# NGC 1725
NGC 1725 (другие обозначения — MCG -2-13-28, VV 699, PGC 16488) — галактика в созвездии Эридан.
Этот объект входит в число перечисленных в оригинальной редакции «Нового общего каталога».
В галактике вспыхнула сверхновая SN 2009F типа Ia, её пиковая видимая звездная величина составила 16,4.
Галактика NGC 1725 входит в состав группы галактик NGC 1723. Помимо NGC 1725 в группу также входят NGC 1721, NGC 1723, NGC 1728 и MCG -2-13-21.